# Landsforeningen Danske Folkedansere
Landsforeningen Danske Folkedansere blev stiftet i Århus i 1929 med det formål at udbrede kendskabet til folkedans, folkedragter og i samarbejde med Danske Folkedanseres Spillemandskreds til dansk spillemandsmusik. I 2015 ændredes navnet til Folkedans Danmark og har i dag  sekretariat i Odense.
Landsforeningen udgiver i samarbejde med Danske Folkedanseres Spillemandskreds medlemsbladet Trin & Toner. Bladet udkommer 10 gange om året. Hvert år arrangerer foreningen et landsstævne, hvor folkedansere fra hele landet mødes. Hvert tredje år afholdes nordisk stævne NORDLEK på skift i de nordiske lande. Stævnet varer 6 dage og der deltager ca. 5000 folkedanser fra de nordiske lande. Landsforeningen er associeret medlem af Danmarks Sportsdanserforbund under Danmarks Idræts-Forbund. Foreningen formidler salg af f.eks. dansebeskrivelser og folkedragtmaterialer.